# Apple M4
Der Apple M4 ist die vierte Generation der Arm-basierten System-on-a-Chip (SoC) von Apple für seine Mac-Computer. Es wird seit Mai 2024 im iPad Pro, seit November 2024 im Mac mini und MacBook Pro, sowie seit März 2025 im MacBook Air verbaut. Der Chip wird im 3-nm-Verfahren vom taiwanischen Unternehmen TSMC gefertigt.

## Design
Der M4 besteht aus 28 Milliarden Transistoren (M3: 25 Milliarden).
Er verfügt – wie schon der Apple M3 – über eine CPU mit vier Performance-Cores, erhöht die Anzahl der Effizienz-Cores jedoch von vier im Vorgängermodell auf sechs.
Weiterhin befinden sich auf dem SoC ein von Apple entwickelter Grafikprozessor mit ebenfalls 10 Kernen sowie eine dedizierte Neuronale-Netzwerk-Hardware (NPU) mit 16 Kernen.
Bei der Fertigung des SoC kommt das verbesserte 3 nm-N3E-Verfahren zum Einsatz. Die NPU erreicht 38 TOPS.
Der M4 ist technisch ein ARMv9.2a, allerdings ohne Unterstützung für SVE(2).

## Produkte mit M4
- iPad Pro (M4, 2024)[2]
- Mac Mini (M4, M4 Pro, 2024)[7]
- MacBook Pro (M4, M4 Pro, M4 Max, 2024)
- iMac (M4, 2024)[8]
- Mac Studio (M4 Max, 2025)[9]
- MacBook Air (M4, 2025)